# Ernst Adlerz
Ernst Adlerz, född 6 november 1854 i Linköping, död 8 mars 1918 i Örebro, var en svensk botaniker. Han var kusin till entomologen Gottfrid Adlerz.
Adlerz blev filosofie doktor vid Uppsala universitet 1882 och lektor i naturalhistoria och kemi i Örebro 1884. Han behandlade knoppfjällens anatomi (akademisk avhandling 1881) och ranunkelväxternas fruktväggsbyggnad (lektorsspecimen 1884), företog många resor inom och utom landet samt blev framstående kännare av de kritiska släktena Hieracium och Rubus. Framför allt ägnade han sig dock åt Sveriges bryologi och utgav Bladmossflora för Sveriges lågland (1907). Adlerz är begravd på Olaus Petri kyrkogård i Örebro.